# 이종혁 (배우)
이종혁(李宗赫, 1974년 7월 31일 ~ )은 대한민국의 배우이다.

## 학력
- 1987년 서울서이초등학교 졸업
- 1990년 서울영동중학교 졸업
- 1993년 상문고등학교 졸업
- 1999년 서울예술대학 연극학과 전문학사(93학번)

## 생애 및 연예활동
1993년 연극배우 첫 데뷔한 그는 이후 1996년 우정의 무대 군 시절부터 첫출연 하여 1998년 영화 《쉬리》로 데뷔하였고 2004년 영화 《말죽거리 잔혹사》로 이름이 알려졌다.  2002년 6월 4일 결혼식을 올려 두 아들을 두었다. 2013년 MBC 예능프로 '아빠! 어디가?'에 출연하여 국민적 사랑을 받으며 '국민 아빠'로 불리었다.

## 출연작

### 영화
- 1999년 《쉬리》 - 북한 제8군단 특수요원 역
- 1999년 《주유소 습격 사건》 - 양아치 4, 용가리 수하 역
- 2004년 《말죽거리 잔혹사》 - 차종훈 역
- 2004년 《신석기 블루스》 - 신석기 A 역
- 2005년 《미스터 소크라테스》 - 신반장 역
- 2006년 《비열한 거리》 - 영화 속 건달 주인공 역
- 2006년 《어느날 갑자기 네 번째 이야기 - 죽음의 숲》 - 정우진 역
- 2007년 《바람 피기 좋은 날》 - 여우두마리 역
- 2007년 《용의주도 미스신》 - 한동민 역
- 2008년 《미쓰 홍당무》 - 서종철 역
- 2008년 《라듸오 데이즈》 - K 역
- 2010년 《평행이론》 - 이강성 역
- 2011년 《푸른소금》 - 백경민 역
- 2013년 《가디언즈》 - 피치 목소리 역
- 2014년 《벨과 세바스찬》 - 예고편 내레이션과 홍보대사
- 2014년 《황구》 - 해설위원 역
- 2014년 《좋은 날》
- 2015년 《돼지 같은 여자》 - 준섭 역
- 2015년 《파일 - 4022일의 사육》 - 한동민 역
- 2018년 《엄마의 공책》 - 규현 역
- 2018년 《여중생A》 - 선생님 역
- 2018년 《출국》 - 최기철 과장 역
- 2019년 《두번할까요》 - 안상철 역

### 드라마
- 1998년 MBC 월화드라마 《애드버킷》
- 2000년 MBC 수목드라마 《황금시대》
- 2001년 MBC 수목드라마 《맛있는 청혼》
- 2003년 MBC 월화드라마 《러브레터》 - 이진수 역
- 2003년 MBC 미니시리즈 《한뼘드라마》 - 출연
- 2005년 SBS 미니시리즈 《그린 로즈》 - 신현태 역
- 2006년 KBS2 미니시리즈 《안녕하세요 하느님》 - 박동재 역
- 2006년 MBC 미니시리즈 《닥터 깽》 - 석희정 역
- 2007년 SBS 미니시리즈 《사랑에 미치다》 - 이현철 역
- 2008년 KBS2 미니시리즈 《강적들》 - 유관필 역
- 2008년 SBS 금요드라마 《비천무》 - 하창룡 역
- 2008년 MBC 에브리원 TV드라마 《별순검 시즌2》 - 진무영 역
- 2009년 SBS 미니시리즈 《천사의 유혹》 - 정상모 역 (특별출연)
- 2010년 KBS2 미니시리즈 《추노》 - 황철웅 역
- 2010년 KBS2 주말연속극 《결혼해주세요》 - 김태호 역
- 2010년 KBS2 미니시리즈 《도망자 플랜 B》 - 황철호 역 (특별출연)
- 2011년 KBS2 단막극 《KBS 드라마 스페셜 - 영덕우먼스 씨름단》 - 박주영 (박복구) 역
- 2011년 KBS2 미니시리즈 《강력반》 - 정일도 역
- 2012년 SBS 특별기획 《신사의 품격》 - 이정록 역
- 2013년 tvN 월화드라마 《이웃집 꽃미남》 - 홍대 도인 역 (특별출연)
- 2013년 tvN 미니시리즈 《연애조작단; 시라노》 - 서병훈 역
- 2013년 SBS 미니시리즈 《주군의 태양》 - 이재석 역 (특별출연)
- 2014년 EBS 어린이드라마 《플루토 비밀결사대》 - 강석의 전 동료 역 (특별출연)
- 2014년 MBC 단막극 《드라마 페스티벌 - 터닝포인트》 - 염동일 역
- 2015년 MBC 주말연속극 《여왕의 꽃》 - 박민준 역
- 2015년 tvN 월화드라마 《풍선껌》 - 강석준 역
- 2015년 tvN 금토드라마 《응답하라 1988》 - 중년 성선우 역 (특별출연)
- 2016년 KBS2 수목드라마 《태양의 후예》 - 김진석 역 (특별출연)
- 2018년 MBN 수요드라마 《연남동 539》 - 상봉태 역
- 2018년 KBS2 월화드라마 《최고의 이혼》 - 오기완 역 (특별출연)
- 2019년 MBC 수목드라마 《봄이 오나 봄》 - 이형석 역
- 2019년 tvN 월화드라마 《사이코메트리 그녀석》 - 이정록 역 (특별출연)
- 2019년 MBC 수목드라마 《신입사관 구해령》 - 왈짜패 두목 역 (특별출연)
- 2019년 《트레드스톤》 - Colonel Shin 역
- 2020년 SBS 월화드라마 《굿캐스팅》 - 동관수 역
- 2020년 KBS2 월화드라마 《그놈이 그놈이다》 - 현주의 맞선남 역 (특별출연)
- 2021년 SBS 금토드라마 《날아라 개천용》 - 허성윤 역 (특별출연)
- 2021년 tvN 수목드라마 《더 로드: 1의 비극》  - 윤동한 역
- 2021년 KBS2 월화드라마 《경찰수업》 - 권혁준 역
- 2022년 KBS2 수목드라마 《진검승부》 - 진강우 역 (특별출연)
- 2023년 tvN 수목드라마 《청춘월담》  - 왕 역
- 2023년 TVING 오리지널 드라마 《잔혹한 인턴》  - 공수표 역
- 2024년 KBS2 수목드라마 《개소리》 - 김철석 역
- 2024년 JTBC 수요드라마 《조립식 가족》 - 양동구 역
- 2024년 ENA 월화드라마 《취하는 로맨스》 - 채경철 역
- 2025년 TVING 오리지널 드라마 《스터디그룹》 - 피연백 역 (특별출연)

### 연극
- 1998년 《스트라이더》
- 1999년 《라이어》 - 형사 트로우튼 역
- 2000년 《라이어》 - 바비 프랭클린 역
- 2003년 《19 그리고 80》 - 해롤드 역
- 2009년 《레인맨》 - 찰리 바비트 역
- 2017년 《스페셜 라이어》 - 존 스미스 역

### 뮤지컬
- 2001년 《의형제》 - 현민 역
- 2001년 ~ 2002년 《오! 해피데이》 - 수로 역
- 2006년 《드라큘라》 - 드라큘라 역
- 2008년 《싱글즈》 - 수헌 역
- 2011년 《미녀는 괴로워》 - 한상준 역
- 2012년 ~ 2013년 《벽을 뚫는 남자》 - 듀티율 역
- 2014년 ~ 2015년 《시카고》 - 빌리 플린 역
- 2016년 《브로드웨이 42번가》 - 줄리안 마쉬 역
- 2016-2017년 《보디가드》 - 프랭크 역
- 2017년 《브로드웨이 42번가》 - 줄리안 마쉬 역
- 2018년 《브로드웨이 42번가》 - 줄리안 마쉬 역
- 2020년 《브로드웨이 42번가》 - 줄리안 마쉬 역
- 2022-2023년 《브로드웨이 42번가》 - 줄리안 마쉬 역

### M/V
- 2013년 임창정 - 문을 여시오

### 교양
- 2020년 KBS1 《이슈 픽 쌤과 함께》

### 예능
- 2007년 MBC 《놀러와》 - 129회
- 2007년 SBS 《야심만만》 - 219회
- 2007년 KBS2 《상상플러스》 - 160회
- 2008년 MBC 《놀러와》
- 2008년 SBS 《야심만만》 - 239회
- 2008년 KBS 《해피투게더》
- 2012년 MBC 《우리들의 일밤(일밤) - 승부의 신》 - 1178회~1179회 배우혈전
- 2012년 SBS 《Go Show》 - 11회
- 2012년 KBS2 《승승장구》 - 126회
- 2012년 KBS 《해피투게더》 - 274회 벽을 뚫는 남자 팀
- 2012년 MBC 《라디오스타》 - 311회 벽을 뚫는 남자 특집
- 2013년 MBC 《일밤 - 아빠! 어디가?》
- 2014년 MBC 《일밤 - 아빠! 어디가? 시즌 2》 내레이션
- 2014년 tvN 《현장토크쇼 택시》
- 2014년 tvN 《코미디 빅리그》 - 캐스팅, 코빅열차
- 2014년 JTBC 《학교 다녀오겠습니다》 - 19~22회 일산대진고. 편, 23~25회 고대부속고 편
- 2016년 KBS 《배틀트립》 - 9회
- 2016년 JTBC 《김제동의 톡투유 - 걱정 말아요! 그대》 80회 게스트
- 2016년 tvN 《집밥 백선생 2》
- 2017년 SKY TV 《술로라이프》
- 2018년 채널A 《지붕 위의 막걸리》
- 2021년 TV조선 《골프왕》
- 2022년 tvN STORY 《이젠 날 따라와》
- 2023년 tvN•tvN STORY 《골프스타K》
- 2024년 ENA 《찐팬구역》
- 2024년 tvN 월요 예능 프로그램 《이 말을 꼭 하고 싶었어요》 ... 게스트 역

### 교양
- 2021년 TV조선 《식객 허영만의 백반기행》
- 2024년 SBS 《꼬리에 꼬리를 무는 그날이야기》

### 광고
- 2008년 SK텔레콤 생각대로 T
- 2013년 옥스포드 이순신장군
- 2013년 오뚜기 옛날사골곰탕
- 2014년 삼성카드 홀가분 프로젝트

### 라디오 프로그램
- 2016년 EBS 《EBS 책 읽는 라디오 낭독 시리즈》

## 수상 및 후보
| 연도 | 시상식                                         | 부문                            | 작품               | 결과 |
| ---- | ---------------------------------------------- | ------------------------------- | ------------------ | ---- |
| 2001 | 서울공연예술제                                 | 신인상                          | 빈칸               | 수상 |
| 2008 | KBS 연기대상                                   | 미니시리즈부문 남자 우수연기상  | 강적들             | 후보 |
| 2010 | KBS 연기대상                                   | 대상                            | 결혼해주세요, 추노 | 후보 |
| 2010 | KBS 연기대상                                   | 남자 최우수연기상               | 결혼해주세요, 추노 | 후보 |
| 2010 | KBS 연기대상                                   | 일일극부문 남자 우수연기상      | 결혼해주세요       | 수상 |
| 2010 | KBS 연기대상                                   | 베스트 커플상 (with 김지영)     | 결혼해주세요       | 후보 |
| 2012 | 헤럴드 동아TV 라이프스타일 어워드              | 베스트 드레서상                 | 빈칸               | 수상 |
| 2012 | SBS 연기대상                                   | 주말연속극 부문 남자 특별연기상 | 신사의 품격        | 수상 |
| 2013 | MBC 방송연예대상                               | 올해의 스타상                   | 아빠! 어디가?      | 수상 |
| 2013 | MBC 방송연예대상                               | 대상 (아빠 어디가 팀)           | 아빠! 어디가?      | 수상 |
| 2015 | MBC 연기대상                                   | 특별기획부문 남자 최우수연기상  | 여왕의 꽃          | 후보 |
| 2019 | 제8회 대한민국 베스트 스타상(한국영화배우협회) | 베스트 주연상                   | 두번할까요         | 수상 |
| 2020 | SBS 연기대상                                   | 장르·액션부문 남자 우수연기상   | 굿캐스팅           | 후보 |

## 가족 관계
- 배우자 : 최은애 (1977년 ~ )
  - 장남 : 이탁수 (2003년 12월 7일 ~ )
  - 차남 : 이준수 (2007년 10월 25일 ~ )